# Power Rangers Ninja Steel
Power Rangers Ninja Steel is het 24e seizoen van de Power Rangers-franchise en het eerste seizoen van de Power Rangers Ninja-serie. Het werd uitgezonden op Nickelodeon van 12 januari 2017 tot 30 december 2017. Het seizoen is een bewerking van de Japanse Super Sentai-serie Shuriken Sentai Ninninger. De serie volgt een nieuwe groep Power Rangers die de kracht van de Ninja Steel en Shurikens gebruiken om de kwaadaardige schurk Galvanax te verslaan en de wereld te redden van zijn vernietigende plannen.

## Verhaallijn
Het verhaal volgt een nieuwe generatie Rangers die de krachten van de Ninja Steel gebruiken om de aarde te beschermen. De groep bestaat uit vijf Rangers die samenkomen wanneer een intergalactische schurk, Galvanax, en zijn onderdanen proberen het universum te veroveren door de krachtige Ninja Steel en de bijbehorende Shurikens te verzamelen. Wanneer de mysterieuze kracht van de Ninja Steel op aarde neerkomt, worden de Rangers gekozen om de Steel te gebruiken en de dreiging van Galvanax te stoppen.
De Rangers moeten samenwerken met nieuwe bondgenoten en het Ninja Power Star-systeem ontgrendelen om hun krachten te versterken. Terwijl ze de Ninja Steel-kratten verzamelen, ontdekken ze dat hun strijd niet alleen met Galvanax is, maar ook met andere kwaadaardige krachten die hun wereld bedreigen. Hun belangrijkste vijand, Galvanax, wordt geholpen door zijn trouwe dienaren, waaronder de gemene schurken Madame Odius en denkwijze-hackers zoals Brody, de Rode Ranger, die ook op zoek is naar antwoorden over zijn verloren familie.
Het seizoen culminates in de krachtige finale waarbij de Rangers hun krachten combineren om de ultieme dreiging van Galvanax te verslaan en de wereld te redden van een catastrofe.

## Cast en Personages

### Rangers
Brody Romero (Rode Ranger) – De moedige leider van het team die de Ninja Steel draagt en zijn verloren broer zoekt.
Mick Kanic (Gele Ranger) – Een mentor en technisch expert die zich aansluit bij de Rangers en hen helpt met de Ninja Steel.
Hayley Foster (Blauwe Ranger) – Een slimme en technische uitblinker die veel kennis heeft van de technologie achter de Ninja Steel.
Levi Weston (Zwarte Ranger) – Een muzikant en een vriend van de groep die later zich bij de Rangers aansluit.
Sarah Thompson (Roze Ranger) – Een gedreven en inventieve meisje dat een belangrijke rol speelt bij het ontdekken van de mysteries van Ninja Steel.
Aiden Romero (Zilveren Ranger) – Brody's broer, die zich later bij het team aansluit om de strijd voort te zetten.

### Schurken
Galvanax – De primaire antagonist van het seizoen, een intergalactische krijgsheer die uit is op de kracht van de Ninja Steel.
adame Odius – Een kwaadaardige vrouw die werkt voor Galvanax en zijn plannen ondersteunt met haar eigen verraderlijke bedoelingen.
Sledge – De voormalige schurk van Power Rangers Dino Super Charge, die later terugkomt als een invloedrijke factor in dit seizoen.
Klank – Een meedogenloze robot en handlanger van Galvanax.
Vogus – De leidinggevende robot en een trouwe dienaar van de kwaadaardige krachten.

### Bondgenoten
Mick Kanic – Een voormalige Ninja die zich aansluit bij de Rangers om hen te helpen met hun missies en om hen alles te leren over de geheimen van de Ninja Steel.
Kendall Morgan – Een eerdere mentor die de Rangers helpt door hen toegang te geven tot Ninja Steel-krachten.

## Belangrijke Kenmerken
Ninja Steel en Shurikens – Het krachtige energiebron die de Rangers in staat stelt om hun krachten en vaardigheden te vergroten.
Ninja Power Stars – Speciale energiebronnen die de Rangers helpen om te transformeren en de ultieme kracht van de Ninja Steel te benutten.
Nieuwe Zords en Megazords – De Rangers gebruiken de zwaarden die de Ninja Steel vertegenwoordigen in gevechten tegen de kwaadaardige machten van Galvanax en zijn troepen.
Ninja Ultrazord – De ultieme combinatie van Zords die in de finale wordt gebruikt om Galvanax en andere schurken te verslaan.

## Afleveringen
Het seizoen bestaat uit 20 afleveringen, met een bijzonder diepgaande tweedelige finale. De aflevering bouwt op het thema van teamwerk, vriendschap en de kracht van de Ninja Steel, die de Rangers helpt om grote uitdagingen aan te gaan.

## Ontvangst
Power Rangers Ninja Steel kreeg over het algemeen gemengde recensies van fans en critici. De serie werd geprezen om de actie, de karakters en de gevechten, maar sommige critici vonden de verhaallijn niet altijd even sterk. Er was lof voor de vernieuwende elementen, zoals de toevoeging van de Ninja Steel en de Power Stars, hoewel de controverse over de serie in de langere context van de franchise voortduurt.
Desondanks blijft het seizoen een populaire keuze bij fans van de franchise, vooral bij degenen die fan zijn van de klassieke Ninja-thema's en de verschillende variaties van Zords en Megazords.

## Merchandise en Erfgoed
De merchandise van Power Rangers Ninja Steel omvatte actiefiguren, Zords, en speelgoed van de Rangers en hun nieuwe voertuigen. De Zords waren populair bij verzamelaars, evenals de Ninja Power Stars. De serie speelde ook een rol in de bredere Power Rangers-cultuur en droeg bij aan de voortdurende vernieuwing van de franchise.

## Gemaakt door
Productie: Saban Brands, SCG Power Rangers
Showrunner: Judd Lynn

## Externe bronnen
- Officiële Power Rangers Website
- Power Rangers Ninja Steel op IMDb
- Power Rangers Ninja Steel op RangerWiki
- Nickelodeon Officiële Site
- Super Sentai Shuriken Sentai Ninninger Informatie
- Power Rangers Officieel YouTube Kanaal